# Диакон, Мамаду
Мамаду́ Диако́н (фр. Mamadou Diakhon; род. 22 сентября 2005, Страсбург) — французский футболист малийского происхождения, вингер клуба «Брюгге».

## Клубная карьера
Диакон — воспитанник клуба «Реймс». В 2023 году Мамаду начал выступать за дублирующий состав последних. 27 марта в матче против лионского «Олимпика» он дебютировал в Лиге 1.